# سم مایرز
ساموئل جوزف مایرز (به انگلیسی: Samuel Joseph Myers) (زادهٔ ۱۹ فوریه ۱۹۳۶ - درگذشتهٔ ۱۷ ژوئیه ۲۰۰۶) ترانه‌سرا و موسیقی‌دان بلوز اهل آمریکا بود.
مایرز طی نزدیک به ۵ دهه فعالیت موسیقی‌اش در ضبط آلبوم‌های ده‌ها تَن از هنرمندان بلوز مشارکت داشت و در کنسرت‌های گروه‌های مهم این سبک به‌عنوان نوازندهٔ همراه، حضور داشت. او فعالیت موسیقی‌اش را به‌عنوان درامر المور جیمز آغاز کرد اما بیشتر شهرت‌اش را در جایگاه خواننده و نوازندهٔ سازدهنی دیاتونیک بلوز به دست‌آورد. مایرز به خاطر صدای اصیل‌اش همیشه از طرف هنرمندان دلتا بلوز درخواست‌هایی برای همکاری داشت. او برای مدت ۲ دهه به‌عنوان خواننده اَنسِن فاندربرگ و گروه‌اش را همراهی می‌کرد.
مایرز در سال ۲۰۰۶ و بر اثر سرطان نای درگذشت.